# Wybory parlamentarne w Bułgarii w 2013 roku
Wybory parlamentarne w Bułgarii odbyły się 12 maja 2013 roku. Były to wybory przedterminowe.
Bułgarzy wybrali 240 deputowanych do Zgromadzenia Narodowego w wyborach powszechnych, równych, bezpośrednich i proporcjonalnych, w głosowaniu tajnym. Kandydatem na deputowanego może być każdy, kto przekroczył 21. rok życia, posiada obywatelstwo wyłącznie bułgarskie oraz nie był karany. Kadencja Zgromadzenia Narodowego trwa cztery lata.
Na wybory zostali zaproszeni rozszerzone misje OBWE i Zgromadzenia Parlamentarnego Rady Europy. Tymczasowy rząd, na czele którego stoi Marin Rajkow, miał za zadanie przygotowanie uczciwych wyborów. W tym celu przy rządzie powstała rada obywatelska.

## Przed wyborami
Powodem przedterminowych wyborów był kryzys polityczny w Bułgarii, do którego doszło po serii trwających kilka tygodni ulicznych protestów, spowodowanych wysokimi rachunkami za energię. Żądania protestujących z ekonomicznych zmieniły się w polityczne, przede wszystkim w postulat dymisji rządu. Centroprawicowy gabinet Bojka Borisowa podał się do dymisji 20 lutego. Wszystkie główne bułgarskie partie polityczne zadeklarowały, że nie chcą tworzyć rządu w obecnej kadencji parlamentu. Prezydent Bułgarii Rosen Plewneliew w orędziu przed Zgromadzeniem Narodowym ogłosił termin przedterminowych wyborów parlamentarnych.

## Wyniki
Wybory wygrała partia Obywatele na rzecz Europejskiego Rozwoju Bułgarii (GERB), na czele z Bojkiem Borisowem, która wygrała również wybory w 2009 roku. Partia ta zdobyła 97 mandatów z 240. Drugie miejsce zajęła Bułgarska Partia Socjalistyczna Sergeja Staniszewa, uzyskując 84 mandaty. Trzecie miejsce przypadło centrowej partii politycznej, reprezentującej mniejszość turecką – Ruchowi na rzecz Praw i Wolności. Partia Lyutvi Mestana zdobyła 36 mandatów. Ostatnią partią, która przekroczyła próg wyborczy, uzyskując 23 mandaty, była Ataka Wolena Siderowa.

## Po wyborach
Po ogłoszeniu wyników wyborów na światło dzienne wyszła afera z dodrukowaniem dodatkowych kart do głosowania. Nielegalne karty do głosowania znaleziono w drukarni pod Sofią, a prokuratura oceniła, że mogły one posłużyć do fałszerstw wyborczych. Borisow i Cwetanow przysięgali, że GERB nie miał ze sprawą nic wspólnego, chociaż właściciel drukarni jest stołecznym radnym tej partii. Bojko Borisow powiedział, że jego partia zaskarży wyniki do Trybunału Konstytucyjnego. Jako powód podał naruszenie w sobotę ciszy wyborczej po nagłośnieniu afery, która według Borisowa pozbawiła jego partię 5-6 proc. głosów. Głosy te są kluczowe, ponieważ w obecnej sytuacji GERB nie jest w stanie utworzyć samodzielnego rządu, a inne partie zadeklarowały, że nie wejdą z nim w koalicję.